# SN 2003ey
SN 2003ey – supernowa typu Ia odkryta 24 maja 2003 roku w galaktyce A142003-0828. W momencie odkrycia miała maksymalną jasność 19,20m.